# Bürgerpark Nord
Der Bürgerpark Nord ist ein ca. 100 ha großer Park am Nordrand der Innenstadt von Darmstadt. Er gliedert sich in drei verschiedene Bereiche: Der Nordteil besteht aus einem Landschaftspark mit Hügeln, Seen, Gehölzen, Waldbereichen und Wiesen. In der Mitte befindet sich eine Sportzone und im Südteil ein Schulzentrum.

## Geographische Lage
Der Bürgerpark nimmt im Stadtteil Darmstadt-Nord den Osten des Stadtbezirks Am Ziegelbusch ein und liegt zwischen der Vogelsbergstraße im Süden, der Kranichsteiner Straße im Osten, dem Martin-Luther-King-Ring im Norden und der Arheilger Straße im Westen. Am Nordwestrand erhebt sich ein Aussichtshügel, der sogenannte Watzebuckel (auch: Drachenberg). Der künstlich angelegte Hügel (ein Schutthügel) hat eine Höhe von etwa 22 Metern. In der Nordostecke liegt der Müllersteich. Südlich anschließend quert die Kastanienallee den Park in West-Ost-Richtung. Sie wird im Südosten begleitet von Kleingärten, die den Maschinenteich umrahmen. Im Westen folgen auf die Kastanienallee die Eissporthalle Darmstadt und das Nordbad. Zwischen dem Nordbad im Westen und den Kleingärten im Osten und damit ziemlich genau im Zentrum des Bürgerparks liegt eine weitere Wasserfläche, der Moorteich oder Mittelteich. Südlich von diesem beginnt der den sportlichen Aktivitäten vorbehaltene Teil mit einem Bikepark, einer Rollsporthalle, einem Leichtathletikstadion, einem frei zugänglichen Fußball-Großfeld, einem Freiluft-Gym, einem Bolzplatz, sowie Spielfeldern für Volleyball, Tennis und Basketball, und schließlich die Sporthalle des westlich anschließenden Berufsschulzentrums. Eine Reihe weiterer Schulen nehmen den Südteil des Bürgerparks ein: die Bertolt-Brecht-Schule, die Christoph-Graupner-Schule, die Ernst-Elias-Niebergall-Schule, die Bernhard-Adelung-Schule und die Christian-Morgenstern-Schule.

## Geschichte
Das ursprünglich völlig flache Gelände war bis Anfang der 1970er-Jahre geprägt von kleingärtnerischer Nutzung, großen Brachflächen und Resten von Tongruben ehemaliger Ziegeleien. Das Gelände war einmal als Erweiterungsgebiet der Technischen Universität Darmstadt vorgesehen. Wegen der schwierigen Bodenverhältnisse und des hohen Grundwasserstandes unterblieb der Bau der Universitätsgebäude. Der Park wurde zwischen 1974 und 1999 angelegt.

## Naturdenkmal
Am Nordostrand des Bürgerparks befindet sich das Naturdenkmal „Kastanienallee“.
Östlich der Kastanienallee befindet sich das Naturdenkmal „Alte Roßkastanien“.

## Teiche
- Maschinenteich
- Moorteich
- Müllersteich
- Namenloser Teich (49° 53′ 28,7″ N, 8° 40′ 4,4″ O)

## Regelmäßige Veranstaltungen
- Juni: Darmstädter Friedenslauf[3]

## Impressionen vom Bürgerpark Nord

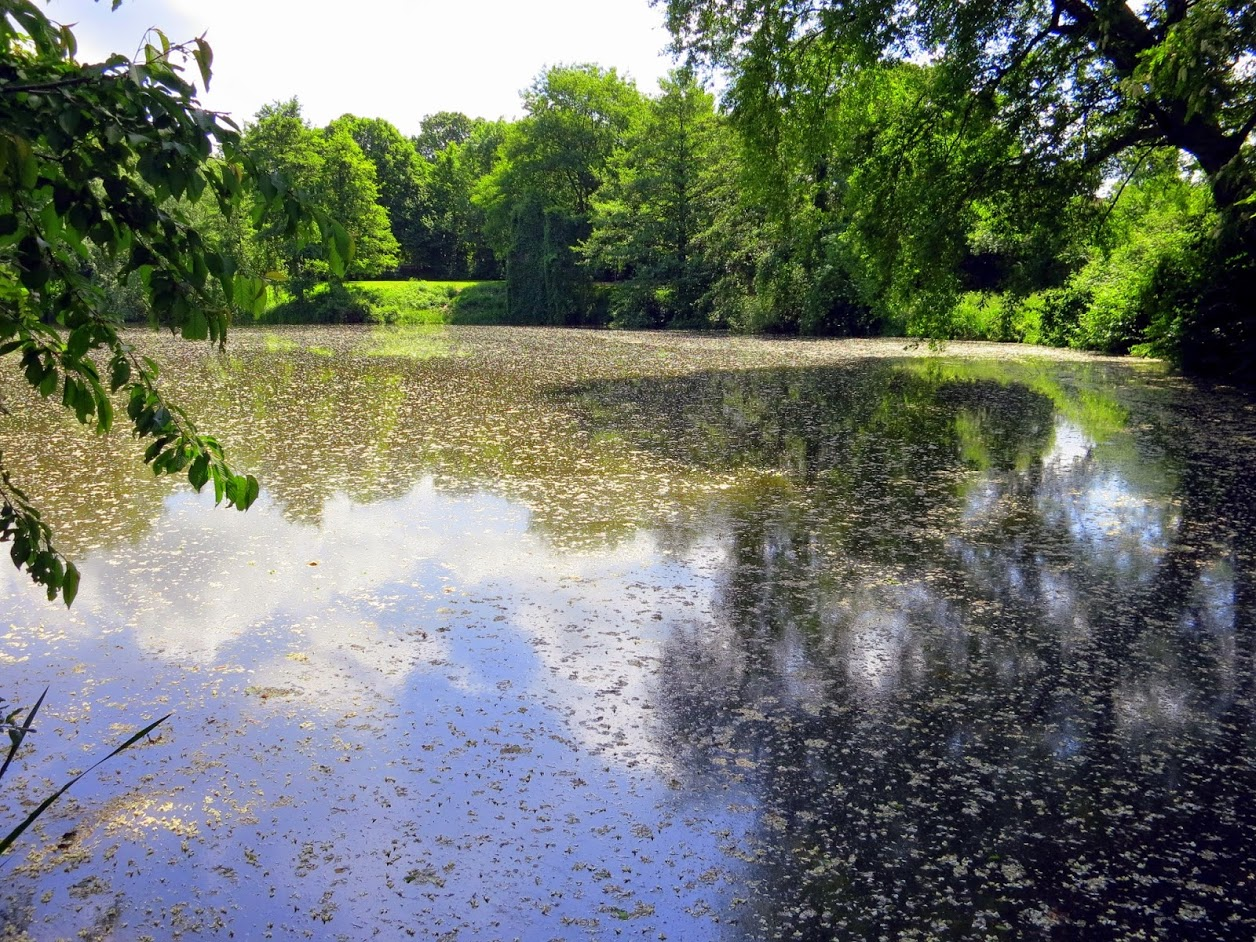
Maschinenteich
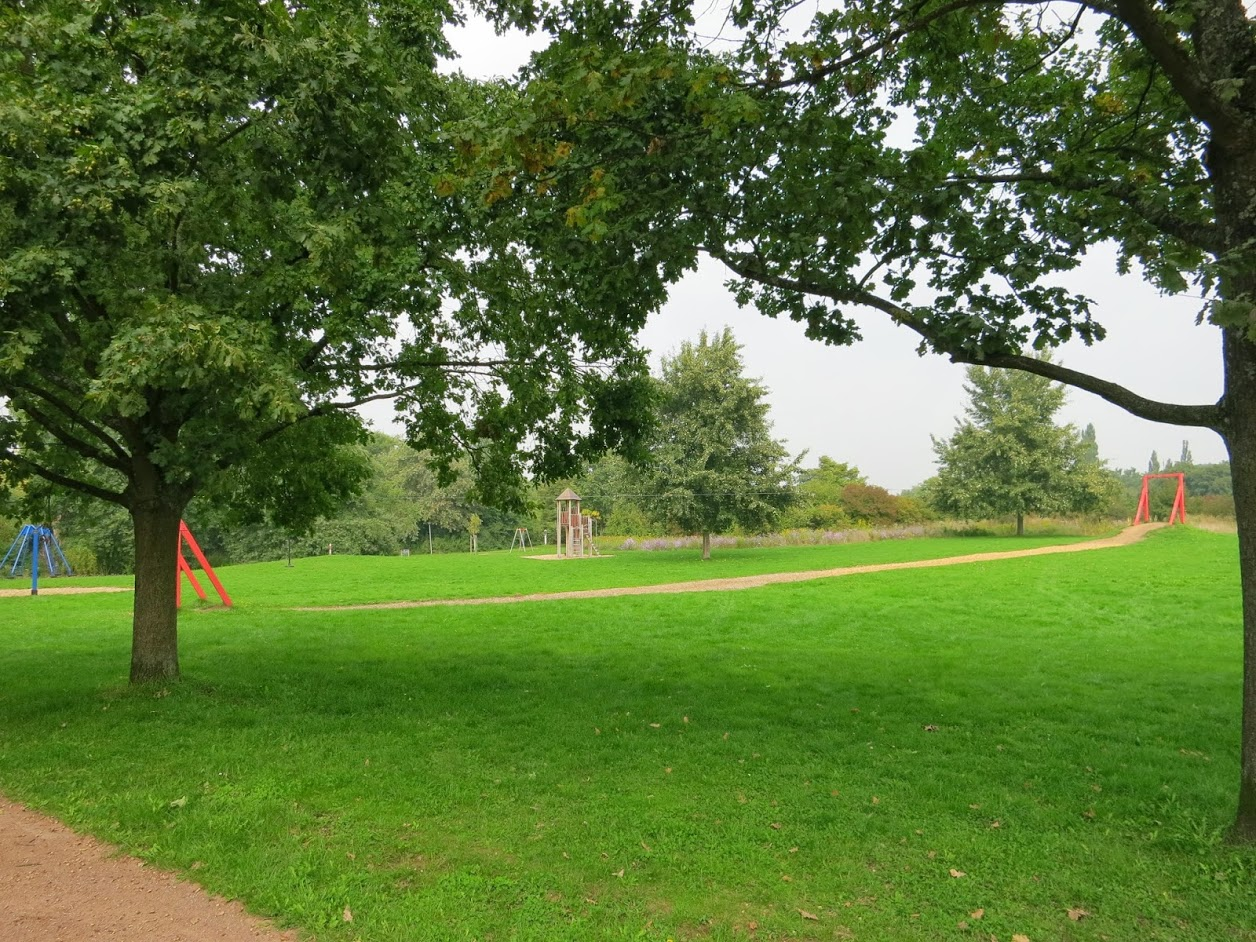
Spielwiese
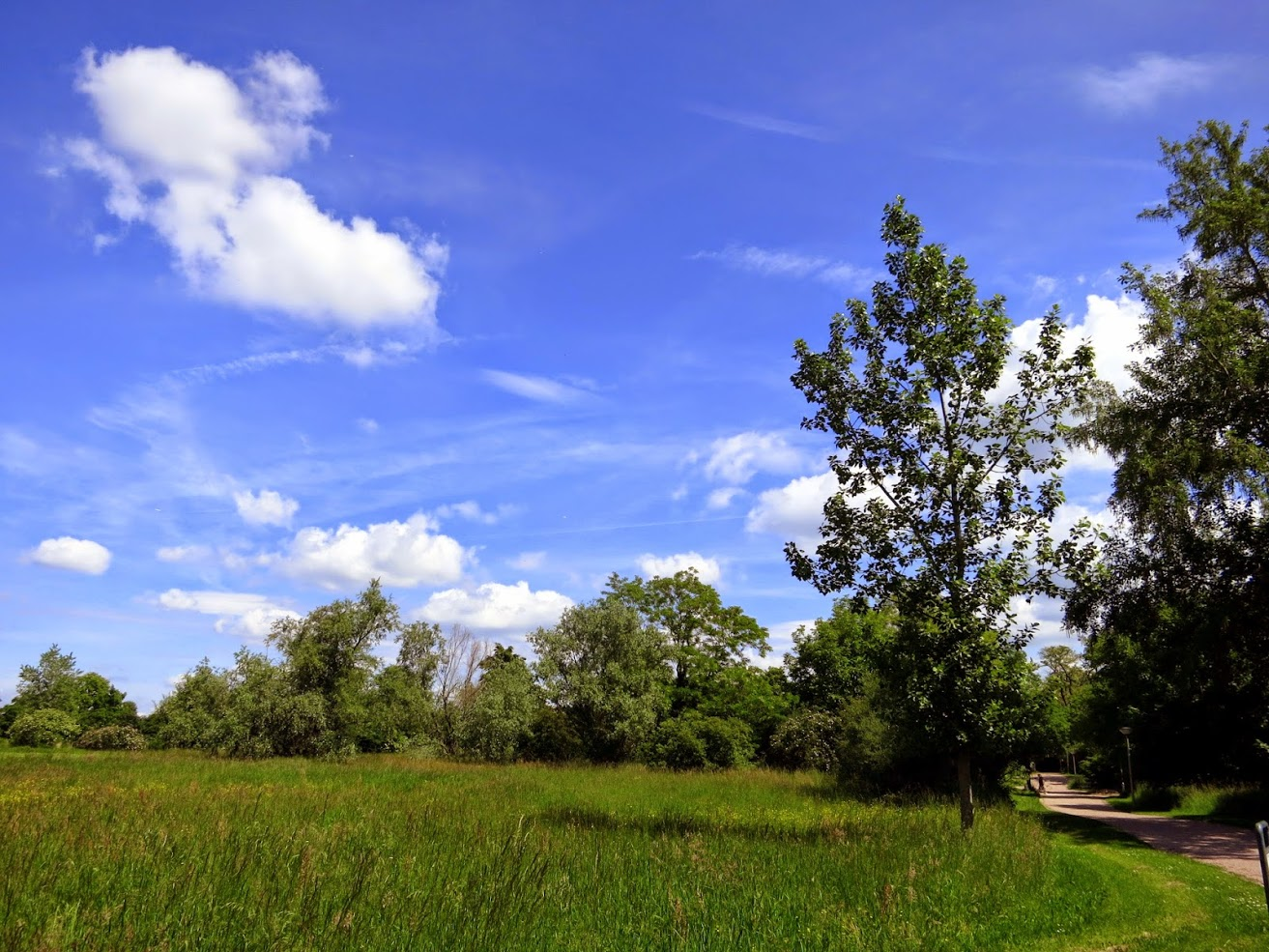
Wiese